# Robin Hood: Men in Tights
Robin Hood: Men in Tights (prt: Robin Hood: Heróis em Collants; bra: A Louca Louca História de Robin Hood) é um filme estadunidense de 1993, do gênero comédia, produzido e dirigido por Mel Brooks e estrelado por Cary Elwes, Richard Lewis e Dave Chappelle.
O filme inclui referências a comédias anteriores, a filmes de Robin Hood (mais particularmente Robin Hood - O Príncipe dos Ladrões, de onde o enredo é vagamente inspirado) e assuntos da vida real.

## Sinopse
Sátira da lenda de Robin Loxley, o galante ladrão que roubava dos ricos para dar aos pobres. Ele e seus companheiros combatem o príncipe John e o xerife Nottingham. Mas difícil mesmo é encontrar a chave do cinto de castidade de Lady Marian.

## Elenco
- Cary Elwes as Robin Hood
- Richard Lewis as Prince John
- Roger Rees as Sheriff of Rottingham
- Amy Yasbeck as Maid Marian
- Dave Chappelle as Ahchoo
- Mark Blankfield as Blinkin
- Eric Allan Kramer as Little John
- Matthew Porretta as Will Scarlet O'Hara
- Isaac Hayes as Asneeze
- Tracey Ullman as Latrine the Witch
- Patrick Stewart .... King Richard
- Dom DeLuise as Don Giovanni
- Dick Van Patten as The Abbot
- Mel Brooks as Rabbi Tuckman
- Megan Cavanagh as Broomhilde
- Brian George as Dungeon Maitre d'
- David DeLuise as a Villager